# Lemlem Hailu
Lemlem Hailu (née le 25 mai 2001) est une athlète éthiopienne, spécialiste des courses de demi-fond.

## Biographie
Médaillée d'or du 1 500 mètres lors des championnats du monde jeunesse de 2017, elle décroche sur cette distance la médaille de bronze aux Jeux africains de 2019.
Le 8 février 2020 à Toruń, elle établit un nouveau record du monde junior du 1 500 mètres en parcourant la distance en 4 min 1 s 79.
Elle remporte le Circuit mondial en salle de l'IAAF 2021 dans l'épreuve du 3 000 mètres. Elle participe aux Jeux olympiques d'été de Tokyo où elle s'incline en demi-finale de l'épreuve du 1 500 m.

## Records
| Épreuve | Épreuve   | Temps         | Lieu    | Date            |
| ------- | --------- | ------------- | ------- | --------------- |
| 1 500 m | Plein air | 4 min 0 s 35  | Hengelo | 8 juin 2021     |
| 1 500 m | En salle  | 4 min 1 s 57  | Liévin  | 19 février 2020 |
| 3 000 m | Plein air | 8 min 34 s 03 | Doha    | 3 mai 2019      |
| 3 000 m | En salle  | 8 min 29 s 28 | Madrid  | 24 février 2021 |